# Adolf Weidmann
Adolf Weidmann (* 8. Oktober 1901 in Frankfurt am Main; † 26. Juni 1997 in Matzenbach) war ein deutscher Leichtathlet und Sportfunktionär. Er ist vor allem durch seine zahlreichen Altersklasse-Rekorde im Ultramarathon bekannt.

## Biografie

### Familie, Ausbildung und Beruf
Weidmann war der erste von fünf Söhnen von Adolf Weidmann (1867–1936) und dessen Ehefrau Karolina, geborene Munzinger (1872–1945). Die Familie wanderte über Riga, Warschau und Kiew nach Rowno, wo der Vater als Braumeister tätig war. Mit Ausbruch des Ersten Weltkrieges erfolgten die Ausweisung und der spätere Umzug nach Lothringen, welches sie nach dem Kriegsende wieder verlassen mussten. Über Umwege gelangten sie so nach Glan-Münchweiler in Rheinland-Pfalz.
Nach der Ersatzreifeprüfung auf dem Realgymnasium begann Weidmann eine kaufmännische Lehre bei den Eisenwerken Kaiserslautern, wo er auch als Angestellter übernommen wurde. Von 1925 bis 1932 studierte er dann Wirtschaftswissenschaften an der Handelshochschule Mannheim und der Universität Frankfurt/Main. Er schloss 1929 als Diplom-Kaufmann ab und promovierte 1933 mit einer Arbeit über „Die Wirkungen der Bierbesteuerung im Zeitraum von 1924-1930“. Ab 1933 arbeitete er als Referent und Sachbearbeiter in der Geschäftsführung beim Reichsverband der deutschen Großhändler mit Hanferzeugnissen und dem Reichsverband der deutschen Bindegarn-Großhändler in Berlin. 
1933 trat Weidmann der NSDAP bei. Nachdem er in der ersten Jahreshälfte 1941 bei der Wehrmacht gedient hatte, berief man ihn Sommer 1941 als Oberkriegsverwaltungsrat zum Wirtschaftsstab Ost ein. Bis Ende 1944 arbeitete er dann als persönlicher Referent für Sonderaufgaben unter Gustav Schlotterer im Reichsministerium für die besetzten Ostgebiete und besetzte zeitgleich eine entsprechende Stelle in der Ostabteilung des Reichswirtschaftsministeriums. Anschließend versetzte man Weidmann bis Mai 1945 als Sachbearbeiter in die Wirtschaftsabteilung beim Oberquartiermeister der Heeresgruppe Weichsel.
Nach Gefangennahme und Kriegsgefangenschaft in Schwerin zog es Weidmann nach Bayern, wo er vor der Spruchkammer Weilheim entnazifiziert wurde. 1949 arbeitete er als kaufmännischer Angestellter in Penzberg. Von 1949 bis zu seiner Pensionierung 1966 war Weidmann dann bei der Bank deutscher Länder bzw. der Deutschen Bundesbank in Frankfurt/Main angestellt, wo er es vom Buchhalter schließlich zum Vorsitzenden des Hauptpersonalrats brachte. 

### Sport
Weidmann begeisterte sich schon früh für den Sport. 1922 war er Mitbegründer des Turn- und Sport-Vereins Glan-Münchweiler. Während seines Studiums nahm er an mehreren Hochschulmeisterschaften teil. Seine stärksten Wettkampf-Distanzen waren damals 800 Meter bis 5000 Meter. Auch als Hauptpersonalratsvorsitzender bei der Deutschen Bundesbank war er an der Gründung und Entwicklung ihrer Sportabteilung beteiligt.
Erst als 64-Jähriger erfuhr Weidmann 1966 zum ersten Mal von den Bieler Lauftagen mit dem Ultramarathon über 100 Kilometer. Später sagte er dazu: „Ohne viel zu überlegen meinte ich, dass diese Strecke zu schaffen sei.“ 1966 kam er bei seinem ersten Lauf in Biel nach 17 Stunden acht Minuten als 276. von insgesamt 794 Startern ins Ziel. 1974 lief er seinen schnellsten 100-Kilometer-Lauf mit 14:50 h, 1982 brachte er mit 20:40 h die Weltbestleistung in seiner Altersklasse M80 (Männer ab 80 Jahre) auf. Auch danach war er immer wieder am Start und lief 1986 mit 21 Stunden den Deutschen Altersklassen-Rekord der Altersgruppe M85 (Männer ab 85 Jahre). Zwei Jahre später (1988) erreichte er mit 21:32:21 h sogar die Weltbestleistung in dieser Altersklasse. 1991 lief er als 90-Jähriger diese Strecke in 22:35:13 h.
Über einen 10.000-Meter-Lauf bei den Ärzte- und Apotheker-Meisterschaften im August 1995, den Weidmann als 92-Jähriger in 1:35 h schaffte, meinte er, die Anreise per Bahn sei für ihn anstrengender gewesen als der Lauf.
Am 25. November 1994 ernannte ihn die Deutsche Ultramarathon-Vereinigung (DUV) zu ihrem ersten Ehrenmitglied und stiftete im Oktober 1997 nach seinem Tod den Dr. Adolf Weidmann Preis.

### Teelöffel-Rationen
Wegen Problemen bei der Nahrungsaufnahme während seiner Läufe, die er mit zunehmendem Alter als Märsche bestritt, wollte Weidmann seine Ultramarathon-Laufbahn schon Mitte der 1970er Jahre beenden. Nach dem München-Marathon am 17. September 1977 entdeckte er jedoch, dass er Bier in sehr kleinen Schlucken vertragen konnte. Diese Methode, er nannte sie „Teelöffel-Rationen“, trug ab 1978 bei seinen Läufen zum Erfolg bei. Anders konnte er während der Läufe keine Speisen oder Getränke zu sich nehmen. Allerdings bevorzugte er später statt Bier Mineralwasser oder Vollmilch.

### Adolf Weidmann und Biel
Weidmann startete insgesamt 23-mal beim Bieler 100-Kilometer-Lauf und erreichte 20-mal das Ziel. Dabei stellte er vier Altersklassen-Rekorde auf:
| Lauf | Jahr | Alter | Zeit             | Platz | Teilnehmer | Bemerkungen                 |
| ---- | ---- | ----- | ---------------- | ----- | ---------- | --------------------------- |
| 01   | 1966 | 64    | 17:08:00         | 276   | 794        |                             |
| 02   | 1967 | 65    | unbekannt        | 259   | 973        |                             |
| 03   | 1970 | 68    | unbekannt        | 672   | 1804       |                             |
| 04   | 1971 | 69    | unbekannt        | 627   | 1971       |                             |
| 05   | 1972 | 70    | unbekannt        | 653   | 2595       |                             |
| 06   | 1974 | 72    | 14:50:00         | 806   | 3447       | Persönliche Bestzeit        |
| 07   | 1975 | 73    | unbekannt        | 1317  | 3747       |                             |
| 08   | 1976 | 74    | unbekannt        | 1936  | 3927       |                             |
| 09   | 1977 | 75    | unbekannt        | 2082  | 3775       |                             |
| 10   | 1978 | 76    | unbekannt        | 1978  | 4044       |                             |
| 11   | 1979 | 77    | unbekannt        | 2617  | 3946       |                             |
| 12   | 1980 | 78    | nicht angekommen | ---   | 4106       | Schulter- und Arm-Schmerzen |
| 13   | 1981 | 79    | nicht angekommen | ---   | 4054       | Magenbeschwerden            |
| 14   | 1982 | 80    | 20:40:00         | 2586  | 4012       | Weltbestl. M80 (bis 1998)   |
| 15   | 1983 | 81    | 20:46:00         | 3072  | 4248       |                             |
| 16   | 1984 | 82    | 21:12:00         | 3127  | 4119       |                             |
| 17   | 1985 | 83    | 21:01:00         | 2711  | 3892       |                             |
| 18   | 1986 | 84    | 21:00:00         | 2687  | 3674       | Deutscher Rekord M85        |
| 19   | 1987 | 85    | nicht angekommen | ---   | 3414       |                             |
| 20   | 1988 | 86    | 21:32:21         | 2499  | 3932       | Weltbestleistung M85        |
| 21   | 1989 | 87    | 21:09:21         | 2367  | 3488       |                             |
| 22   | 1990 | 88    | 22:23:37         | 2317  | 3715       |                             |
| 23   | 1991 | 89    | 22:35:13         | 2025  | 3404       | Deutscher Rekord M90        |

## Adolf Weidmann als Autor
Von Adolf Weidmann sind einige Berichte über seine Läufe überliefert. So ist eine sehr ausführliche Schilderung seines ersten 100-Kilometer-Laufs im Archiv der Bieler-Lauftage aufbewahrt und auf www.steppenhahn.de veröffentlicht. Darüber hinaus hat er im Westrich-Kalender, der vom Landkreis Kusel (Pfalz) herausgegeben wird, einige Erzählungen aus der Umgebung (z. B. Heimatkunde, Brauchtum und Sitte, …) veröffentlicht.
1983 schrieb Adolf Weidmann außerdem einen Artikel über sich und sein Training mit Bezug auf den Bieler 100-Kilometer-Lauf für den Westrich-Kalender.